# Rinorea verticillata
Rinorea verticillata är en violväxtart som först beskrevs av Louis Hyacinthe Boivin och Louis René Tulasne, och fick sitt nu gällande namn av Henri Ernest Baillon. Rinorea verticillata ingår i släktet Rinorea och familjen violväxter. Inga underarter finns listade i Catalogue of Life.